# The Gift: Four Seasons Mosaic of Marc Chagall
The Gift: Four Seasons Mosaic of Marc Chagall è un documentario cortometraggio del 1974 diretto da Chuck Olin e basato sulla vita del pittore bielorusso Marc Chagall.